# 條紋刺鎧蝦
條紋刺鎧蝦（学名：Munida striola）为鎧甲蝦科刺鎧蝦屬下的一个种。